# Lomnice (Karlovy Vary)
Lomnice (Karlovy Vary) é uma comuna checa localizada na região de Karlovy Vary, distrito de Sokolov‎.